# Aspidoglossum biflorum
Aspidoglossum biflorum är en oleanderväxtart som beskrevs av Ernst Meyer. Aspidoglossum biflorum ingår i släktet Aspidoglossum och familjen oleanderväxter. Inga underarter finns listade i Catalogue of Life.